# Mary Elizabeth Peters
Lady Mary Elizabeth Peters LG, CH, DBE, DStJ (nascuda el 6 de juliol de 1939) és una ex-atleta d'Irlanda del Nord, més coneguda com a competidora del pentatló i llançament de pes. Peters va ser nomenada Dama Companya de l'orde de la Lligacama el 27 de febrer de 2019. Va ser instal·lada a la Capella de Sant Jordi, la capella de l'Orde, el Dia de la Lligacama, el 17 de juny.

## Biografia
Peters va néixer a Halewood, Lancashire, però es va traslladar a Ballymena (i més tard a Belfast) als onze anys quan la feina del seu pare es va traslladar a Irlanda del Nord. Ara viu a Derriaghy, dins del districte de Lisburn i Castlereagh, als afores de Belfast.
Quan era adolescent, el seu pare va animar la seva carrera esportiva construint les seves instal·lacions d'entrenament a casa com a regals d'aniversari. Es va qualificar com a mestra i va treballar mentre entrenava.

## Carrera d'atletisme
Després de Ballymena, la família es va traslladar a Portadown on va assistir al Portadown College. El director Donald Woodman i el professor d'educació física Kenneth McClelland la van introduir a l'atletisme amb el Sr. McClelland el seu primer entrenador. Va ser la directora de l'escola l'any 1956.
Als Jocs Olímpics d'estiu de 1972 celebrats a Múnic, Peters, competint per Gran Bretanya i Irlanda del Nord, va guanyar la medalla d'or al pentatló femení. Havia acabat 4a el 1964 i 9a el 1968. Per guanyar la medalla d'or, va vèncer per poc la favorita local, l'alemanya occidental Heide Rosendahl, per només 10 punts, establint un rècord mundial. Després de la seva victòria, es van trucar amenaces de mort a la BBC: "Mary Peters és protestant i ha guanyat una medalla per a Gran Bretanya. Es farà un atemptat contra la seva vida i se'n culparà a l'IRA... La seva casa explotarà en un futur proper". Però Peters va insistir que tornaria a casa a Belfast. Va ser rebuda per fans i una banda a l'aeroport i va desfilar pels carrers de la ciutat, però no va poder tornar al seu pis durant tres mesos. Va rebutjar les feines als Estats Units i Austràlia, on vivia el seu pare, va insistir a romandre a Irlanda del Nord.
El 1972, Peters va guanyar el premi BBC Sports Personality of the Year. "Peters, una secretària de 33 anys de Belfast, va guanyar l'únic or d'atletisme britànic als Jocs Olímpics de Múnic. La competició de pentatló es va decidir a la prova final, els 200 metres, i Peters va reclamar el títol per una dècima de segon".
Va representar Irlanda del Nord en tots els Jocs de la Commonwealth entre 1958 i 1974. En aquests jocs va guanyar 2 medalles d'or per al pentatló, més una medalla d'or i plata per al llançament de pes.

## Després de l'atletisme
Peters es va convertir en síndic de The Outward Bound Trust el maig de 2001 i és vicepresident de l'Associació Outward Bound d'Irlanda del Nord. També és patrona del Springhill Hospice a Rochdale, Greater Manchester.

## The Mary Peters Trust
Peters va establir un Sports Trust benèfic l'any 1975 (ara conegut com a Mary Peters Trust) per donar suport a joves esportistes i dones talentosos, tant discapacitats com a persones amb discapacitat, de tota Irlanda del Nord a nivell financer i d'assessorament. El trust ha obtingut un gran nombre de premis i té una llista d'antics alumnes coneguts com Graeme McDowell, Rory McIlroy, Jonathan Rea, Darren Clarke, David Humphreys, Bethany Firth, Ryan Burnett, Carl Frampton, Paddy Barnes, Michael Conlan, Kelly Gallagher, Michael McKillop o la doctora Janet Gray.

## Honors
Peters va ser nomenat membre de l'orde de l'Imperi Britànic (MBE) pels serveis a l'atletisme en els honors d'Any Nou de 1973. Pels serveis a l'esport, va ser ascendida a la mateixa Ordre a Comandant (CBE) en els honors d'Aniversari de 1990 i de nou a Dama Commandant (DBE) en els honors d'Aniversari de 2000. Als Honors d'Any Nou de 2015, va ser guardonada com a Membre de l'orde dels Companys d'Honor (CH), també pels serveis a l'esport i la comunitat a Irlanda del Nord, i el 2017, va es va fer a Dama de l'orde de Sant Joan (DStJ). Peters va ser nomenada Dama Companya de l'Orde de la Lligacama (LG) el 27 de febrer de 2019.
La principal pista d'atletisme d'Irlanda del Nord, als afores de Belfast, porta el seu nom. Hi ha una estàtua seva.
L'abril de 2009 va ser nomenada Lord Lieutenant de la Ciutat de Belfast, retirant-se del càrrec l'any 2014 quan va ser succeïda per Fionnuala Jay-O'Boyle. Peters és un Home lliure de les ciutats de Lisburn i Belfast.

### Escut d'armes

Escut de Lady Mary Peters

El Col·legi d'Armes li va concedir a Lady Mary un escut d'armes juntament amb una insígnia. S'ha tallat una interpretació de fusta de la seva insígnia per col·locar-la a sobre de la seu seient a la capella de Sant Jordi, en lloc de l'escut de fusta habitual que apareix a sobre de les parades dels homes.
- cresta = Cap[17]
- lema = Fortiter Et Humaniter (Amb valentia i cortesia )
- ordes = El galó de l'orde de la Lligacama 
Insígnia de l'orde de l'Imperi Britànic 
Insígnia de l'orde dels Companys d'Honor
Insígnia de l'orde de Sant Joan
- simbolisme = El vermell i el blau de l'escut fan ressò de la bandera de la Unió, sota la qual Peters va competir als Jocs Olímpics. Els cinc anells entrellaçats al centre simbolitzen el seu passat olímpic, sent un símbol del Comitè Olímpic Internacional. La significació del cercle de deu roures és triple. En primer lloc, recorden el seu pare que sempre es referia a un gran roure d'Austràlia, el seu país de residència, com "el seu petit tros d'Anglaterra". En segon lloc, Peters viu a Derriaghy, de l'irlandès Doire Achaidh. Finalment, es van plantar deu roures en el seu honor a la pista de Mary Peters com a regal després de retirar-se com a Lord Tinent de Belfast. Per als seguidors, el Springer Spaniel s'inclou a causa de l'amor de la seva família per la raça. Les roses vermelles i blanques al voltant del coll del gos són símbols de Lancashire i Yorkshire respectivament, que fan referència a l'origen dels seus avis. Mentrestant, l'ocell significa Liverpool, la seva ciutat natal. El coll de flors de lli significa Irlanda del Nord. La torxa de l'ocell és la flama olímpica que també és un joc de paraules amb la "cremada" a Lisburn, un lloc on té la llibertat de la ciutat. A més, denota el Mary Peters Trust, que utilitza una torxa al seu logotip. La seva insígnia es compon de la cúpula de l'ajuntament de Belfast, per reconèixer la seva llibertat de Belfast. Damunt de la cúpula hi ha una papallona Ulisses que representa el seu germà coneixedor de les papallones. El seu lema prové de l'escola a la qual va assistir, Portadown College, a qui Peters va trucar per rebre permís per utilitzar-.[3]